# Талгар (городище)
Талга́р (каз. Талғар; в русскоязычных источниках также встречаются варианты наименования Тал(ь)хир и Тал(ь)хиз) — городище в Талгарском районе Алматинской области Казахстана. Отождествляется с современным городом Талгар. Располагается возле южной окраины современного Талгара. Входит в список Всемирного наследия ЮНЕСКО в Казахстане и список памятников истории и культуры Казахстана республиканского значения.
Город, отнесённый к числу крупных, впервые упоминается в географическом реестре «Худуд ал-Алам» («Границы мира»), составленном в X веке. Артефакты, найденные в Тальхизе, подтверждают, что город был средневековым центром торговли и ремесла в долине реки Или и имел связи с Китаем, Ираном, Индией и Японией через Великий шёлковый путь.

## История
Первые земледельческие поселения вблизи городища Талгар относятся к сакской культуре и датируются бронзовым веком (VIII—III вв. до н. э.). Далее в этих местах обосновалось племя усуней, государство которых существовало в Семиречье с III в. до н. э. по V в. н. э. Город Талгар возник в конце VIII века на месте одного из усуньских поселений. Развитию Талгара способствовало выгодное положение на стыке Илийской и Чуйской долин. В письменных источниках город впервые упоминается в персидском географическом трактате 982 года «Худуд ал-Алам» под названием Талхиз.
Большинство населения Талгара составляли тюркские племена, главным образом карлуки. Также в городе проживали ираноязычные выходцы из Согдианы. Считается, что в названии Талгар слог «гар» восходит к индоевропейским языкам и означает «гора».
Расцвет средневекового Талгара пришёлся на XI — начало XIII веков. Население города в эту пору достигало 5—6 тысяч жителей. Талгар считался одним из центров железоделательного производства на Востоке. Здесь изготавливали знаменитую булатную сталь. Другим прославленным талгарским ремеслом стало басманное дело — техника обработки металлов тиснением с помощью матриц В городе находились мастерские гончаров, кузнецов, ювелиров, стеклодувов, резчиков по кости и других ремесленников. Население Талгара занималось и сельским хозяйством, главным образом хлеборобством и скотоводством. Вследствие пережитков кочевого образа жизни, сохранявшихся в быту многих жителей, во дворах домов порой устраивались юрты, основания которых были обнаружены современными археологами. Благодаря узловому расположению на Великом шёлковом пути процветала торговля с другими странами. Многие жители Талгара были грамотными, пользуясь как арабским письмом, так и древнетюркским.
Жители Талгара приняли ислам в X веке, однако в быту и погребальной культуре сохранялись пережитки языческих культов. В городе также проживали буддисты и приверженцы несторианства.
После завоевания Средней Азии монголами город пришёл в упадок, а во второй половине XIII века окончательно опустел.

## Архитектура
Городище Талгар состоит из двух частей: укреплённого центра и пригорода (рабада) за пределами городской стены. Общая площадь территории составляет около 30 га, площадь центральной части — 9 га. Центральная часть была обнесена валом и рвом, остатки которых сохранились до наших дней.
Укреплённая центральная часть расположена на возвышенности и в плане представляет собой четырёхугольник, ориентированный углами приблизительно по сторонам света. Длина северо-восточной стены составляет 300 м, северо-западной — 280 м, юго-восточной и юго-западной — по 302 м. Углы и стены были укреплены башнями. Въезды в город располагались друг напротив друга посередине стен. Соединяющие их улицы делили центр города на четыре примерно равные части.
Пригородная часть была сплошь застроена однотипными прямоугольными в плане строениями площадью от 200 до 500 м2. Больше всего строений располагалось в южной и западной части рабада. К настоящему времени от них остались лишь фраменты каменных стен, выступающие над поверхностью земли.
Основной тип городской застройки — многокомнатные дома-усадьбы. Фундамент и нижняя часть стен представляли собой каменную кладку, верхняя часть стен возводилась из тянь-шаньской ели. Во дворе, огороженном каменным либо глиняным забором, организовывался загон для скота. Планировка жилищ сходна с усуньской архитектурой периода античности. Дома отапливались тандырами. В подсобных помещениях размещались зернохранилища и склады провизии.
Жилые дома образовывали типичные для среднеазиатских городов замкнутые кварталы — махалли, которых в средневековом Талгаре насчитывалось не меньше 60. Один квартал занимал площадь 3500—5000 м2, в его состав входило от 6 до 15 домов.
В городе были оборудованы булыжные мостовые, водопровод и канализация, а также общественные бани.

## Археологические исследования
Этнографические экспедиции стали посещать городище Талгар во второй половине XIX века. В древнем городе бывали видные учёные и путешественники Российской империи: П. П. Семёнов-Тян-Шанский, Ч. Валиханов, В. В. Радлов, Н. А. Северцов, Н. М. Пржевальский, Н. Н. Панитусов, В. В. Бартольд и др.
Первые археологические раскопки в Талгаре были организованы после Октябрьской революции по инициативе археолога В. Д. Городецкого, бывшего инспектора народных училищ Семиреченской области. Работы под его руководством проходили в 1921 и 1924 году. В конце 1930-х был инициирован новый этап раскопок под руководством А. Н. Бернштама, однако с началом Великой Отечественной войны работы пришлось свернуть. В послевоенное время археологическими изысканиями руководили казахстанские специалисты И. И. Копылов, А. Х. Маргулан, К. М. Байпаков. Наиболее интенсивные и плодотворные работы начались в 1977 году под руководством Т. В. Савельевой.
На территории городища раскопано множество ремесленных мастерских. Среди предметов, сделанных руками талгарских мастеров, — глазурованная керамическая посуда, глиняные детские игрушки, предметы вооружения, сельскохозяйственные орудия и бытовые предметы из железа, медная посуда и светильники, стеклянные сосуды и пуговицы, предметы из кости, ювелирные украшения. Судя по находкам заготовок для монет, в городе имелся собственный монетный двор. В числе предметов роскоши, привезённых из других стран, — китайские фарфоровые чаши, японская и согдийская керамика, персидские бронзовые кувшины и блюда, индийские костяные шахматы и другие предметы. Самой известной находкой является медное блюдо XII—XIII веков с изображением крылатых сфинксов и бегущих зверей, экспонирующееся в Центральном Государственном музее Казахстана. Также известна коллекция привозных бронзовых зеркал.

## Охранный статус
Городище Талгар включено в список памятников истории и культуры Казахстана республиканского значения. План мероприятий национальной программы «Культурное наследие» на 2007—2009 годы включает в себя создание охранной зоны памятника. В 2014 году на XXXVIII сессии Комитета всемирного наследия ЮНЕСКО в Дохе было принято решение о внесении Талгара вместе с семью другими городищами Великого шёлкового пути в Чанъань-Тянь-Шанском коридоре в список объектов Всемирного наследия ЮНЕСКО.

## Проблемы
Первые попытки застройки прилегающей к городищу территории были предприняты ещё в 1924 году, однако благодаря вмешательству археолога В. Д. Городецкого строительство было отменено. Однако после распада СССР в непосредственной близости от развалин возник коттеджный посёлок. По словам академика НАН РК К. М. Байпакова, разрешения на застройку были выданы незаконно. Кроме того, территория городища долгое время оставалась неохраняемой и неогороженной, вследствие чего руины Талгара несанкционированно использовались для выпаса скота и выброса мусора.
Через несколько дней после выхода статьи о бедственном положении городища в казахстанской газете «Караван» от 13 июля 2012 года неизвестные совершили акт вандализма, повредив часть восстановленных интерьеров.
Несмотря на выделение денежных средств — 12 млн тенге на создание охранной зоны, городище оставалось неогороженным даже в 2013 году. Ситуацию удалось переломить только на следующий год, после включения Талгара в список Всемирного наследия ЮНЕСКО. Тем не менее и в 2018 году экологические активисты отмечали неудовлетворительный уровень охраны городища.
Кроме того, в 2014 году появилась информация, что через территорию городища может пройти автодорога, ведущая из Алма-Аты к горнолыжному курорту Ак Булак. Однако осенью 2016 года казахстанским археологам удалось добиться официальной отмены данного проекта.